# Слов'янсько-аварські відносини
Слов'янсько-аварські відносини — контакти між антами, склавинами і вендами та степовими кочівниками аварами у VI-VIII ст., які супроводжувалися тривалими воєнними сутичками. Зокрема, Антсько-аварська боротьба призвела до утворення всіх Південно-слов'янських народів та активного заселення Північно-східної Русі.

## Передумови
Авари були мігрувавшими в Європу інтернаціональними кочівниками жужанями, державу котрих в середині VI ст. знищили тюрки. У зв'язку з утисками від останніх, жужані мігрували на захід де стали відомі під терміном "Авари" (У "Повісті минулих літ" - Обри.). 
На той час у слов'ян вже були контакти з більш ранніми степовими кочівниками - гуннами.

## Авари і Дуліби
Хоча дуліби були складовою Антського племінного союзу, їхні з аварами відносини описані більш детально ніж з іншими племенами. У "Повісті минулих літ", на основі візантійських джерел часів імп. Іраклія 610 р., сказано:
| „Обри (Авари) воєваша на СловЂны й примучиша ДулЂбы, сущая словЂны, и насильє творяху женам дулЂбьскымъ: аще поЂхати бяше Обрину, не дадяше въпрячи коня, ни волу, но веляше въпрячи 3, или 4, 5 женъ въ телЂгу й повести Обрина“. |
Також, за кременецькою легендою про дівчину Ірву, авари штурмували місцеву фортецю, яку обороняли дуліби.

## Авари і Анти
Окрім дулібів, до складу антів входили більш західні білі хорвати, уличі та тиверці. Наприкінці 550х - початку 560х аварські орди в спілці з кутригурами спустошили землі антів. Для викупу взятих в неволю земляків вони вислали одного з найвидатніших представників своєї держави - Мезамира. Той поводився дуже зухвало, що використав один кутруґур, котрий був близьким соратником аварського кагана і неприхильний до антів. Він порадив кагану вбити Мезамира, як чоловіка особливо впливового між антами і здібного до орґанізації боротьби. Авари послухали і вбили Мезамира, а після сього пустошили ще гірше землю антів, забираючи невільників й грабуючи населення.
Судячи з історичних джерел, успіх авар тривав не довго: Вони були витіснені антами в Паннонію, т.я. тамтешнє населення було набагато покірніше ніж будь-яке з антських племен, представники яких збиралися у ватаги та вбивали кочівників. У VI-VII ст. візантійський імператор Іраклій запросив білих хорват до своїх володінь щоб ті боролися з аварами, котрі до 640 р. витіснили їх останніх з Далмації, згодом - частину Паннонії. Про це повідомляє Констянтин Багрянородний:
```
„Тому, по велінню василевса Іраклія, ці хорвати, пішовши війною проти авар і прогнавши їх звідти, з волі василевса Іраклія оселилися в цій країні авар, в якій живуть нині.“.
```

Підсумовуючи з запрошення та успіху на Балканах ізольваної від решти антів частини білих хорват, стає очивидним їх успіх на Сході Європи.
Проте, найсильніший удар по аварах з боку антів припав на 580-х рр. коли аварський каган разом зі Склавінами і Лангобардами напав на візантийські землі. Імператор не зміг з ними домовитися і прикликав до допомоги антів, щоб ті провели диверсію на землі противника. Зробивши це, анти знищили, палили і забирали все що тільки могли. Подібна ситуація повторяється в другій звістцї, з 602 p. — Останнїй, яку маємо взагалї про антів як про єдиний племінний союз. Авари більше не могли це терпіти і відіслали величезне військо на чолі з Апсіхом щоб "Знищити нарід антів.". Похід був вдалим у плані знищення антів як єдиної політичної сили, але складові племена продовжили своє існування, імовірно, як незалежної політичної сили, якою вони залишались до цього часу (Доказом чому служить конфлікти зі склавінами і аварами та практично повною відсутністю їх політичного впливу на землях антів.).

## Авари і Склавіни
Відразу після появи контактів з аварами, склавіни потрапили в залежність від них та стали союзниками-вассалами.
У 561 році авари осіли поруч з Дакійськими склавінами, що жили на північ від нижнього Дунаю і підпорядкували їх собі. Проте, аварське панування над ними не було твердим. Скориставшись переселенням авар до Паннонії, котре пройшло у 657 р., склавіни відмовилися платити данину аварам. За наказом свого лідера Добрети були вбиті посли аварського кагана, котрі вимагали сплати данини. У відповідь на це, каган Баян, що заключив союз з правителем потерпаючої від набігів склавінів Візантії імператором Тіберєм II, Баян вторгся в Дакію, щоб помститися за смерть послів.
Згодом, авари і склавінами разом оселились в Паннонії та захопили ряд візантійських фортець. Зрештою, в в осаду потрапив Константинополь. Штурм був невдалий. Через те що судна склавін вийшли з ладу, за наказом кагана його войни почали массово їх вбивати і склавіни покинули поле бою.

## Авари і Венди
Відійшовши до Паннонії, авари зробили її своїм політичним центром та поневолили місцеве населення котре представляли венди.
Хроніка Фредегара свідчить:
```
„Що року гунни [авари] приходили до слов'ян, щоб провести з ними зиму; Вони брали дружин та дочок слов'ян і спали з ними, а серед інших жорстоких дій [вже згадувалося, що] слов'яни також були змушені платити данину гуннам. Але їх сини, яких [тоді] виховували дружини і дочки цих вендів [слов'ян], більше не могли терпіти це приниження і відмовилися підкорятися гуннам та розпочали, як уже згадувалося, повстання.“.
```

Найвідомішим лідером вендів став фракський купець само що, ймовірно, продавав їм зброю в обмін на потрібні речі. Під його вмілим керівництвом венди розбили авар та франків, що знаменувало створення держави на території сучасних Чехії, Словаччини, Австрії та Словенії. Держава проіснувала близько двадцяти семи років і розпалася після смерті Само, після чого венди знову потрапили під аварське ярмо.
Проте, вендське плем'я хорутан, використовуючи оспобливості своєї Батьківщини, (Альп), після розпаду держави франкського купця здобуло незалежність. Тим часом, ослаблені авари потрапили у залежність до франків, котрі надали їм частину області в межах Східної марки. Хорутани розпали натиск на авар. Він був настільки інтенсивним, що в 811 р. франки виявилися змушеними виступити на захист останніх. Останній раз як окреме плем'я, що знаходилося у васальній залежності від франків, авари згадуються в джерелах, датованих 822 р.. Через шість років, у ході адміністративних реформ Франкської держави, вони були перетворені в королівських підданих.
У 899 р. Паннонію захоплюють угорці, з якими зливаються залишки авар.